# Suore ausiliatrici di Nostra Signora della Pietà
Le suore ausiliatrici di Nostra Signora della Pietà (in portoghese Irmãs Auxiliares de Nossa Senhora da Piedade) sono un istituto religioso femminile di diritto pontificio: i membri di questa congregazione pospongono al loro nome la sigla I.A.N.S.P.

## Storia
La congregazione fu fondata dal sacerdote Domingos Evangelista Pinheiro per il servizio nell'asilo São Luiz da lui istituito: il 28 agosto 1892 radunò una comunità di undici ragazze presso il santuario di Serra da Piedade di Caeté e consegnò loro l'abito religioso, dando inizio all'istituto.
L'istituto ricevette il pontificio decreto di lode il 5 giugno 1959.

## Attività e diffusione
Le suore si dedicano all'istruzione e all'educazione cristiana della gioventù, alla cura dei ammalati e ad altre opere di assistenza sociale.
Sono presenti in varie località del Brasile; la sede generalizia è a Belo Horizonte.
Alla fine del 2008 la congregazione contava 113 religiose in 20 case.